# Południowojutlandzki dialekt języka duńskiego
Południowojutlandzki dialekt języka duńskiego (duń. Sønderjysk, niem. Plattdänisch / Südjütisch) – dialekt języka duńskiego używany w mowie w okolicach niemiecko-duńskiej granicy w Jutlandii.
Na południe od granicy (tj. w Niemczech) dialekt używany jest w niektórych miejscowościach między Flensburgiem a Niebüll. Jeszcze w 1800 r. obszar używania sønderjysk rozciągał się aż do Szlezwiku, a przed 1700 r. być może aż do Eckernförde.
Dialekt jest zróżnicowany regionalnie – słychać na przykład, czy jego użytkownik pochodzi z Haderslev czy z Sønderborga.
| południowojutlandzki | Vi æ bløwn træt af å snak rigsdansk.        |
| duński               | Vi er blevet trætte af at snakke rigsdansk. |